# Alfred Hettner
Alfred Hettner (Dresden, 1859 – Heidelberg, 1941) was een Duitse geograaf.

## Alfred Hettners leven
Alfred Hettner was de zoon van Hermann Hettner, een kunst- en literatuurhistoricus. Hij studeerde geografie aan de Universiteit van Halle bij Alfred Kirchhoff. Vervolgens studeerde hij nog aan de universiteiten van Bonn en Straatsburg en hij promoveerde op een fysisch-geografisch onderwerp in 1881.
In 1882 vertrok hij naar Colombia. Hij was daar huisleraar en deed ook wetenschappelijk onderzoek. In 1884 keerde hij terug naar Duitsland om zijn studies voort te zetten bij Von Richthofen en Ratzel. Deze periode werd gevolgd door weer een reis naar Zuid-Amerika. Hij bereisde tot 1890 verschillende staten van dit werelddeel.
Tussen 1890 en 1897 doceerde hij aan de universiteit van Leipzig en vanaf 1899 doceerde hij tot zijn emeritaat in 1928 aan de universiteit van Heidelberg.

## Alfred Hettner als geograaf
Hettner wordt beschouwd als een van de belangrijkste geografen uit de eerste helft van de 20e eeuw. Zijn theoretische en methodische geschriften hebben grote invloed gehad op de geografieboefening. In het door hem in 1895 opgerichte ‘Geographische Zeitschrift’ konden zijn ideeën hun weg vinden in de Duitse geografie. Hij kan worden beschouwd als dé geograaf van de chorologische opvatting en verder is hij bekend om zijn poging de geografie een zelfstandige positie te geven in het geheel van de wetenschappen (zie Chorologische geografie). Voor de systematische beschrijving van landen stelde hij het ‘Länderkundliche Schema’ voor, een min of meer vaste volgorde van te behandelen onderwerpen.

## Werken
Tot zijn belangrijkste werken behoren:
- Das Europäische Russland. Eine Studie zur geographie des Menschen, Leipzig/Berlin, 1905
- Die Geographie, ihre Geschichte, ihr Wesen und ihre Methoden, Breslau, 1927
- Vergleichende Länderkunde, Leipzig/Berlin, Bd. I (1933), Bd II (1934), Bd. III (1934), Bd. IV (1935)

- Bibliothèque nationale de France: cb153859163 (data)
- Gemeinsame Normdatei: 118704273
- International Standard Name Identifier: 0000 0000 8371 5992
- Library of Congress Control Number: n50082725
- Bibliotheek van het Japanse parlement: 00536101
- Nationale Bibliotheek van Tsjechië: xx0103004
- Nationale Bibliotheek van Israël: 987007279737405171
- Nationale Bibliotheek van Polen: a0000002075212
- Nederlandse Thesaurus van Auteursnamen: 072491477
- LIBRIS: 242268
- Système universitaire de documentation: 02889331X
- Trove: 858790
- Virtual International Authority File: 34758435
- WorldCat: E39PBJtmpWQyJbJjJ7cdkKM773